# Brody Stevens

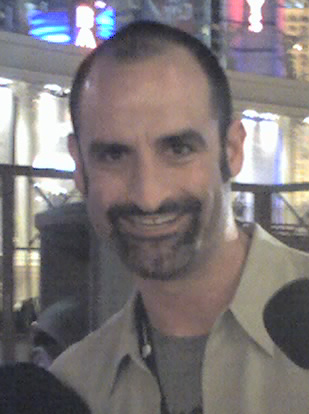
Brody Stevens (2007)

Brody Stevens, als Steven James Brody (* 22. Mai 1970 in Los Angeles, Kalifornien; † 22. Februar 2019 ebenda) war ein US-amerikanischer Stand-up-Comedian und Schauspieler. Er spielte in der Reality-Serie Brody Stevens: Enjoy It! des Fernsehsenders Comedy Central und war bekannt für Auftritte in Chelsea Lately und anderen Comedy-Shows sowie für kleine Rollen in Filmen wie Hangover und Due Date.

## Leben
Stevens’ Familie stammt aus New Mexico und Arizona. Seine Großmutter wurde 1909 in Las Vegas in New Mexico geboren. Sein Vater, Harold Morris Brody, wurde in Phoenix geboren und arbeitete als Privatdetektiv. Stevens beschrieb seine Familie als die „Pionierjuden des Südwestens“. Stevens wuchs in Los Angeles in Kalifornien auf. Die Familie zog in Stevens’ früher Kindheit nach Sacramento. Nachdem seine Eltern sich hatten scheiden lassen, als Stevens acht Jahre alt war, lebte er mit seiner Mutter und seiner älteren Schwester im San Fernando Valley. Stevens’ Vater starb 1997 im Alter von 63 Jahren. Seine Mutter lebt in Rancho Mirage, Kalifornien.

## Karriere
Stevens versuchte sich zunächst als Stand-up-Comedian in Los Angeles, bevor er nach Seattle zog, wo er begann, eine Show zu entwickeln. Daneben wirkte er zusätzlich in einer Fernsehsendung mit Teina Manu namens Brody und Teina mit. Seine Karriere setzte er für drei Jahre in New York City fort, bevor er ein Zuhause in der Comedy-Szene in LA fand. 
Stevens trat in den Fernsehsendungen Late Night mit Conan O’Brien, Jimmy Kimmel Live!, Late Friday, Premium Blend, The Late Late Show mit Craig Kilborn, The Test mit Jillian Barberie, Late World mit Zach, The Best Damn Sports Show Period, Attack of the Show!, Childrens Hospital, Tosh.0, TMZ im Fernsehen, Fox NFL Sunday, Conan, Comedy Bang! Bang!, The Burn mit Jeff Ross, Kroll Show, The Ben Show und @midnight auf. 
2007 trat Stevens in Las Vegas auf. 2011 produzierte er für HBO eine Dokumentarkomödie namens Brody Stevens: Genieße es!..., in der er auch die Hauptrolle spielte. Sie wurde 2012 in sechs 15-minütigen Episoden auf HBOs digitaler Plattform HBO GO veröffentlicht. Das von HBO aufgenommene Material und zusätzliches Material von Comedy Central wurde 2013 in zwölf 21-minütigen Episoden veröffentlicht. 2013 nahm er ein Live-Comedy-Set im Royale Theater in Boston für die zweite Staffel von Comedy Centrals The Half Hour auf. Während seines Aufenthaltes in Boston nahm er auch eine Reihe von Interviews mit den anderen 16 Komikern auf, die bei The Half Hour auftraten. Es wurde auf dem YouTube-Kanal von Comedy Central veröffentlicht.
Stevens war in The Best Damn Sports Show Period, Late World with Zach, The Man Show, Chelsea Lately, The Burn with Jeff Ross, The Jeselnik Offensive, Rob Dyrdek’s Ridiculousness, Who Gets the Last Laugh?, @midnight  und Why? with Hannibal Buress aktiv. Er spielte auch in den Filmen Road to Park City, I Am Comic, Jesus Is Magic, The Hangover, Due Date und The Hangover Part II. Aus dem Film Funny People wurde er herausgeschnitten.
2010 startete Stevens seinen eigenen Podcast The Brody Stevens Experiment. Nur drei Episoden wurden veröffentlicht. 2011 begann Stevens mit der Co-Moderation von Brode & Esther, einem Podcast für das Deathsquad-Netzwerk mit den Stand-Up-Comedians Esther Povitsky und Brian Redban. Es wurden 15 Episoden veröffentlicht. Stevens startete 2012 einen weiteren Podcast mit dem Titel The Steven Brody Stevens Festival of Friendship im Feral Audio Netzwerk.
Stevens war ein häufiger Podcast-Gast. Er trat regelmäßig in Podcasts des Deathsquad auf und spielte in The Joe Rogan Experience sowie The Naughty Show mit Sam Tripoli. Stevens war auch in der alternativen Comedy-Podcast-Szene vertreten und trat als Teilnehmer in Doug Loves Movies und als Gast in Earwolf-Podcasts wie Who Charted? mit Howard Kremer und Kulap Vilaysack auf. Darüber hinaus war Stevens regelmäßig zu Gast in Jay Mohrs Sportradiosendung Jay Mohr Sports.
Stevens trat in einer Vielzahl von Comedy-Clubs in Los Angeles auf und war bekannt für seine Late-Night-Spots im Comedy Store. 2018 reiste er durch das Land und spielte auf der Oddball Comedy Tour unter der Leitung von Dave Chappelle.

## Tod
Brody Stevens litt unter psychischen Problemen. 2011 begab er sich deshalb in ärztliche Behandlung. Am 22. Februar 2019 wurde Stevens tot in seinem Haus in Los Angeles aufgefunden, wo er im Alter von 48 Jahren Suizid begangen hatte.